# Landschaftsschutzgebiet Bachtal südlich Hollenstein
Das Landschaftsschutzgebiet Bachtal südlich Hollenstein mit etwa 3,5 Hektar Flächengröße liegt im Stadtgebiet Bad Salzuflen. Es wurde 2004 mit dem Landschaftsplan „Bad Salzuflen“ durch den Kreistag des Kreises Lippe als Landschaftsschutzgebiet (LSG) ausgewiesen.

## Beschreibung
Das Landschaftsschutzgebiet liegt südlich von Hollenstein im Norden von Ehrsen-Breden. Die Bebauung grenzt direkt an. Die Heldmanstraße zerteilt das LSG. Das LSG umfasst ein naturnahes Bachtal mit beweideten Obstwiesen, Kopfweiden und einem Quellbereich. Das LSG ist etwa 750 Meter lang und zwischen 30 und 85 Meter breit.
Der Landschaftsplan führt zum LSG aus: „Zusammen mit den benachbarten Waldbereichen und weiteren parallel vom Bergland nach Süden verlaufenden Sieken bildet das Schutzgebiet ein wichtiges Vernetzungselement zwischen den umliegenden Ackerflächen und Siedlungsteilen.“

## Schutzzwecke für das LSG
Laut Landschaftsplan erfolgte die Ausweisung des LSG:
- „zur Erhaltung und Wiederherstellung der Leistungsfähigkeit des Naturhaushaltes in ökologisch besonders wertvoll strukturierten Bereichen mit Wasser-, Klima- und Biotopschutzfunktionen,“
- „zur Erhaltung und Wiederherstellung von Quellbereichen und naturnahen Fließgewässern, Wald- und Grünlandbereichen unterschiedlicher Feuchtestufen, Feldgehölzen, Hecken und Obstwiesen,“
- „zur Erhaltung morphologisch ausgeprägter Bereiche zur Sicherung der landschaftlichen Eigenart und Vielfalt für die Erholung,“
- „zur Erhaltung wertvoller Biotopkomplexe aus Wald-Grünlandbereichen, Fließgewässern und Quellen sowie Biotopen nach § 62 LG mit wichtigen Refugial-, Puffer-, Trittstein- und Vernetzungsfunktionen,“
- „zur Erhaltung und Wiederherstellung wichtiger Rückzugsräume für die bedrohte Tier- und Pflanzenwelt,“
- „zur Sicherung der das Orts- und Landschaftsbild gliedernden und belebenden und die dörflichen Siedlungsstrukturen prägenden Freiraumelemente.“[1]

## Rechtliche Vorschriften
Im Landschaftsschutzgebiet ist unter anderem das Errichten bzw. Anlegen von Bauten und Fischteichen verboten. Grün- und Brachland darf nicht in eine andere Nutzungsart umgewandelt oder umgebrochen werden. Es ist ferner verboten Hunde frei laufen zu lassen. Vom Verbot ist Hundeeinsatz bei der ordnungsgemäßen Jagd, auf Hof- und Gartenbereichen und der Einsatz von Hütehunden ausgenommen.